# Butorfanolo
Il Butorfanolo è un composto chimico di formula {\displaystyle {\ce {C21H29NO2}}} che sottoforma di sale in condizioni standard si presenta come una polvere cristallina bianca.

## Storia
Il butorfanolo è un farmaco a piccola molecola che ha raggiunto la fase clinica IV (per tutte le indicazioni) ed è stato approvato per la prima volta nel 1978. Questa molecola fa parte della categoria degli stupefacenti dal 1961 e negli Stati Uniti è una sostanza facente parte dell'allegato 4 dal 31 ottobre 1997.

## Caratteristiche strutturali e fisiche
Il butorfanolo è un derivato del levorfanolo in cui un atomo di idrogeno in posizione 14 dello scheletro morfinanico è sostituito da un gruppo ossidrilico e uno degli idrogeni del gruppo N-metilico è sostituito da un gruppo ciclopropile. Il composto è moderatamente solubile in acqua.
| N. di atomi pesanti                  | 24              |
| N. di atomi stereogenici             | 3               |
| N. di donatori di legami a idrogeno  | 2               |
| N. di accettori di legami a idrogeno | 3               |
| N. di legami ruotabili               | 2               |
| Massa monoisotopica                  | 327,219829168 u |
| Superficie polare                    | 43,7 Å²         |

## Reattività e caratteristiche chimiche
È un composto di sintesi utilizzato sotto forma di sale dell’acido (S,S)-tartrarico.

### Spettri analitici
- NMR[8]
- GC-MS[8][9]
- MS-MS[10]
- FTIR[8]

## Farmacologia e tossicologia

### Farmacocinetica
Viene assorbito rapidamente dopo iniezione intramuscolare, con concentrazioni plasmatiche massime raggiunte in 20–40 minuti. La biodisponibilità assoluta è del 60–70% e non subisce variazioni nei pazienti affetti da rinite allergica. Nei pazienti che utilizzano un vasocostrittore nasale (ossimetazolina), la frazione assorbita della dose rimane invariata, ma la velocità di assorbimento risulta rallentata. La biodisponibilità orale, invece, è soltanto del 5–17% a causa del marcato metabolismo di primo passaggio.
Il legame alle proteine plasmatiche è indipendente dalla concentrazione entro l’intervallo raggiunto nella pratica clinica (fino a 7 ng/mL), con una frazione legata di circa l’80%. Il volume di distribuzione varia da 305 a 901 litri, mentre la clearance totale dell’organismo è compresa tra 52 e 154 litri all’ora.
Lo stato stazionario viene raggiunto entro 2 giorni. La concentrazione plasmatica massima media allo stato stazionario è 1,8 volte quella ottenuta dopo una singola dose. Il farmaco attraversa la barriera ematoencefalica e quella placentare, e viene anche escreto nel latte materno.
Il metabolita principale è l’idrossibutorfanolo, mentre il norbutorfanolo viene prodotto solo in piccole quantità. Entrambi sono stati rilevati nel plasma dopo la somministrazione di butorfanolo, con il norbutorfanolo presente solo a livelli di traccia nella maggior parte dei punti temporali. L’emivita di eliminazione dell’idrossibutorfanolo è di circa 18 ore e, di conseguenza, si osserva un’accumulazione significativa (circa 5 volte) quando il butorfanolo viene somministrato a stato stazionario (1 mg per via transnasale ogni 6 ore per 5 giorni).
L’eliminazione avviene tramite escrezione urinaria e fecale. Dopo la somministrazione di butorfanolo marcato con trizio (³H) a soggetti sani, il 70–80% della dose viene recuperato nelle urine, mentre circa il 15% nelle feci. Circa il 5% della dose è eliminata nelle urine sotto forma di butorfanolo immodificato. Il 49% viene eliminato come idrossibutorfanolo, mentre meno del 5% viene escreto come norbutorfanolo.

### Farmacodinamica
Il Butorfanolo è un analgesico morfinanico sintetico con azione antagonista narcotica. Il composto è un parziale agonista e antagonista per i recettori μ degli oppioidi e presenta, invece, attività di agonista parziale sui recettori κ (Ki = 2,5 nM; EC50 = 57 nM; Emax = 57%). Le sue interazioni con questi recettori nel sistema nervoso centrale sembrano mediare la maggior parte dei suoi effetti farmacologici, compresa l’analgesia.

### Effetti del composto e usi clinici
Il butorfanolo è un oppioide sintetico utilizzato sotto forma di spray nasale per il trattamento degli attacchi di emicrania, oppure per via parenterale come analgesico narcotico in caso di dolore da moderato a severo o come coadiuvante dell’anestesia generale. Oltre all’analgesia, gli effetti sul sistema nervoso centrale includono la depressione dell’attività respiratoria spontanea e del riflesso della tosse, la stimolazione del centro emetico, miosi e sedazione. Gli effetti che potrebbero invece essere mediati da meccanismi non centrali includono alterazioni della resistenza e della capacità cardiovascolare, tono bronchiale, attività secretoria e motoria gastrointestinale e attività dello sfintere vescicale.

#### Medicina veterinaria
In medicina veterinaria il composto viene utilizzato:
1. come analgesico:
  - nei cavalli per il sollievo dal dolore addominale da moderato a grave associato a coliche di origine gastrointestinale
  - nel cane per il sollievo dal dolore viscerale da lieve a moderato
  - nel gatto per il sollievo dal dolore moderato per l'utilizzo pre-operatorio, al fine di indurre l'anelgesia durante l’intervento chirurgico, e post-operatorio, dopo piccoli interventi
2. per la sedazione:
  - nel cavallo dopo la somministrazione di alcuni agonisti degli adrenocettori α2 (detomidina, romidina)
  - nel gatto in combinazione con alcuni agonisti degli adrenocettori α2 (medetomidina)
3. nei cani come premedicazione prima dell’anestesia generale per l’uso in combinazione con acepromazina per indurre analgesia e sedazione prima dell’induzione dell’anestesia generale e per ridurre il dosaggio dell’agente di induzione dell’anestesia (propofol o tiopentale)
4. per l'anestesia:
  - nei cani in combinazione con medetomidina e ketamina
  - nel gatto in combinazione con medetomidina e ketamina, adatto a brevi procedure anestetiche dolorose.

Non ne è stato autorizzato l'utilizzo in animali che producono latte per il consumo umano.

### Controindicazioni ed effetti collaterali

#### Essere umano
A causa delle sue proprietà, il butorfanolo non è raccomandato per l’uso in pazienti dipendenti da narcotici. Sono stati segnalati rari casi di ipotensione associati a sincope. L’uso del butorfanolo nei pazienti con trauma cranico può essere associato a ritenzione di anidride carbonica e conseguente aumento secondario della pressione del liquido cerebrospinale, miosi indotta dal farmaco e alterazioni dello stato mentale che potrebbero rendere più difficile interpretare l’evoluzione clinica del paziente.
A causa della possibilità che il butorfanolo aumenti il lavoro del cuore, in particolare nel circuito polmonare, il suo utilizzo nei pazienti con infarto miocardico acuto, disfunzione ventricolare o insufficienza coronarica dovrebbe essere limitato solo ai casi in cui i benefici superano chiaramente i rischi. Raramente è stata segnalata ipertensione grave.

#### Animali

##### Controindicazioni
In generale il composto non deve essere utilizzato in caso di:
- ipersensibilità al composto
- animali con gravi disfunzioni epatiche o renali
- animali con lesioni cerebrali o lesioni del cervello
- animali con malattie respiratorie ostruttive, disfunzioni cardiache o condizioni spastiche

La combinazione butorfanolo/detomidina cloridrato non deve essere utilizzata nei cavalli con:
- una preesistente aritmia cardiaca o bradicardia
- coliche associate ad occlusione poiché la combinazione può causare una riduzione della motilità gastrointestinale
- ensema a causa di un possibile effetto depressivo sul sistema respiratorio
- in gravidanza

La combinazione  butorfanolo/romifidina non deve essere utilizzata in cavalle nell'ultimo mese di gravidanza.

##### Effetti collaterali
In tutte le specie si può verificare dolore al sito di iniezione intramuscolare. Inoltre il composto può provocare un accumulo di muco nel tratto respiratorio.

###### Cavallo
L’evento avverso più comune è una lieve atassia, che può persistere tra i 3 a i 10 minuti. La somministrazione e.v. in bolo alla dose massima raccomandata in cavalli clinicamente sani può provocare effetti locomotori eccitatori (es. pedalamento). Nel 15% circa dei cavalli può veri carsi sedazione lieve in seguito alla somministrazione di butorfanolo come agente unico. Il butorfanolo può causare eventi avversi sulla motilità del tratto gastrointestinale in cavalli sani, benché non vi sia una riduzione del tempo di transito gastrointestinale. Tali effetti sono dose-dipendenti e generalmente lievi e transitori. È possibile che si verifichi depressione del sistema cardiopolmonare.

###### Cane
È possibile che si verifichi depressione respiratoria e cardiovascolare (come evidenziato dalla riduzione della frequenza respiratoria, dallo sviluppo di bradicardia e dalla riduzione della pressione diastolica). Il grado di depressione è dose-dipendente. In caso di depressione respiratoria, si può usare il naloxone come antidoto.
In caso di somministrazione endovenosa rapida, può verificarsi depressione cardiopolmonare da moderata a marcata. Quando si usa come pre-anestetico, l’uso di un anticolinergico come l’atropina protegge il cuore dalla possibile bradicardia indotta da narcotici. Raramente sono stati riportati casi di atassia, anoressia e diarrea transitorie. È possibile che si verifichi una riduzione della motilità gastrointestinale.

###### Gatto
È possibile che si verifichi depressione respiratoria. In caso di depressione respiratoria, si può utilizzare il naloxone come antidoto. È probabile che si verifichino casi di midriasi. La somministrazione di butorfanolo può causare eccitazione, ansia, disorientamento e disforia.

### Tossicologia
Le manifestazioni cliniche del sovradosaggio di butorfanolo sono simili a quelle osservate con altri farmaci oppioidi. I sintomi più gravi includono ipoventilazione, insufficienza cardiovascolare, coma e morte. Le complicanze mediche possono comprendere congestione polmonare, malattie epatiche, tetano, endocardite, ascessi cutanei, anemia e polmonite. Il butorfanolo non è stato associato ad aumenti degli enzimi epatici durante la terapia, né a danni epatici clinicamente evidenti.

### Interazioni
Nei cavalli in combinazione con detomidina si può veri care atassia da lieve a grave, ma è improbabile che ciò induca collasso. In casi rari, quando usato in combinazione con agonisti degli adrenocettori alfa-2, la depressione del sistema cardiopolmonare può essere fatale.